# Кук, Генри Фредерик
Сэр Генри Фредерик Кук (англ. Henry Frederick Cooke; 1783—1837) — британский генерал-майор и политик.

## Биография
Родился в 1783 году в семье Джорджа Джона Кука из Хэрфилда, в графстве Мидлсекс, и  его жены, Пенелопы Бойер, дочери сэра Уильяма Бойера, 3-го баронета из Денхэм-Корта. Его сестра Пенелопа Энн вышла замуж за Роберта Бруденелла, 6-го графа Кардигана, и была матерью Джеймса Томаса Бруденелла, 7-го графа. Его старшими братьями были генерал-лейтенант сэр Джордж Кук и капитан Эдвард Кук.
Во время Пиренейских войн с 1809 по 1812 год Кук служил штабным офицером, сначала в звании капитана, а затем подполковника Колдстримской гвардии. В качестве помощника генерал-адъютанта он был прикреплен к штабу сэра Чарльза Стюарта. С 1814 по 1827 год он был адъютантом Его Королевского Высочества герцога Йоркского, после чего стал его личным секретарем.
С 10 июня 1826 года по 10 декабря 1832 года Кук был депутатом парламента от Орфорда. Кука называли самым уродливым человеком в британской армии, имел прозвище «Кенгуру Кук». Томас Слингсби Денком дал о нем следующее описание:
«Кенгуру Кук» был офицером в звании полковника. Неизвестно, возникла ли его сумчатая приставка из-за его склонности к сумчатой охоте или из-за особенно прыгающего способа передвижения по миру. Как брат генерала сэра Джорджа Кука и графини Кардиган, он имел свободный доступ к лучшему обществу и мог лучше демонстрировать свои претензии на такое общение, одеваясь в высшей степени модно. Кенгуру Кука можно было найти повсюду, от Конной гвардии до дома портного Уэстона на Бонд-стрит. Сообщается, что он... по собственной инициативе посещал дом на Кингс-Роуд в Челси, в котором долгое время проживала миссис [Мэри Энн] Кларк. Его сходство с австралийским четвероногим никогда не оспаривалось, и он продолжал свою карьеру как Кенгуру Кук до конца своей жизни.
26 июля 1834 года женился на Кэтрин Уиндем, дочери вице-адмирала Уильяма Уиндема.

## Награды
- Орден «Pour le Mérite» (28 сентября 1813, королевство Пруссия)[2]
- Орден Святого Георгия 4-й степени (№ 2927; 3 мая 1814, Российская империя)
- Орден Бани крест компаньона
- Королевский Гвельфский орден крест рыцаря-командора (1821)
- Произведён в рыцари-бакалавры (27 апреля 1825)
- Орден Башни и меча (королевство Португалия)

## Галерея

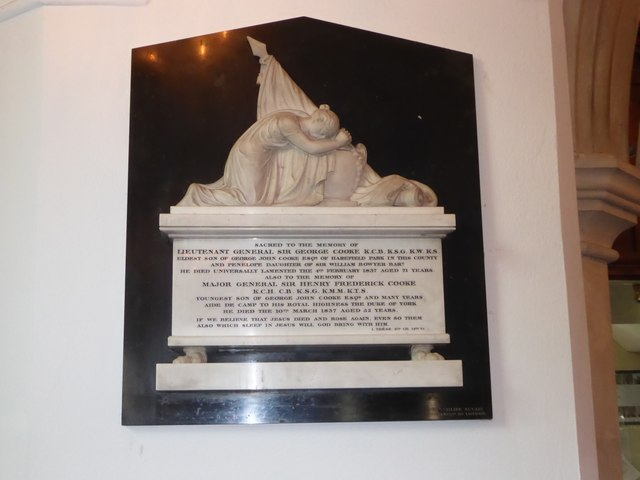
Мемориальная доска в память генерал-майора сэра Генри Фредерика Кука и его брата, генерал-лейтенанта сэра Джорджа Кука
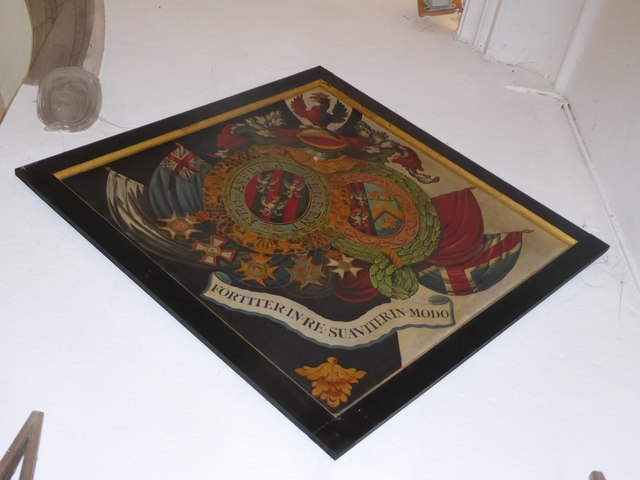
Мемориальная доска с гербом Генри Фредерика Кука и его жены Кэтрин Уиндем, церковь Святой Марии, Хэрфилд